# Valerio Pilon
Valerio Pilon (Castagnaro, 8 marzo 1929 – Milano, 18 aprile 2020) è stato un pittore, scultore e incisore italiano.

## Biografia
Dal 1934 la famiglia è a Milano, dove Valerio segue gli studi, dapprima al Liceo artistico della Scuola Beato Angelico, presso il quale segue gli insegnamenti di Ernesto Bergagna, e poi all'Accademia di Brera al corso di Decorazione in cui ha per insegnanti Giacomo Manzù, Achille Funi ed Eva Tea. 

Si dedica all'incisione, alla scultura e ai vari generi della pittura, sia di cavalletto che murale.
Svolge anche una pluriennale attività di docente di Figura ancora alla Beato Angelico, con la quale collabora nell'ambito dell'arte sacra, e si esibisce in personali e collettive.

## Tecnica e temi
Pilon ha sviluppato una sua ricerca di poetica figurazione espressa in caratteristiche nature morte, dipinte o modellate in creta, calibrate con la collocazione degli oggetti nel vivere quotidiano.

## Esposizioni
Alcuni suoi lavori sono collocati in varie collezioni, sia private che pubbliche.
Ha eseguito dipinti murali in più chiese: a Torino (S.S.Apostoli), a Caronno Pertusella e a Velate. Altri suoi lavori per vetrate, mosaici, incisioni su pietra, terre cotte e medaglioni in bronzo sono a Cesano Boscone (Istituto S.Famiglia), a Milano (Istituto S.Cuore).
Ancora a Milano la parrocchiale San Benedetto contiene due suoi mosaici e per la chiesa di Santa Maria del Suffragio di Milano modella una statua in cotto di Santa Monica (1985).
Nel 1992 la Commissione cultura di Sant'Ambrogio presenta una sua mostra di bozzetti plastici (33 terrecotte) sul tema della Pietà nell’Antico Oratorio della Passione presso la Basilica di Sant'Ambrogio a Milano.
Due opere, Annunciata e Pietà, sono esposte al Museo del Duomo di Ravello.

## Altre attività
Ha svolto anche attività di critico d'arte e di conferenziere presso l'Università Cattolica di Milano e l'Università Jagellonica di Cracovia.